# Linux Game Publishing
Linux Game Publishing – przedsiębiorstwo informatyczne z siedzibą w Nottingham w Anglii, zajmujące się portowaniem, wydawaniem oraz sprzedażą gier komputerowych działających na systemach operacyjnych Linux.

## Historia
Linux Game Publishing zostało założone 15 października 2001 roku przez Michaela Simmsa po likwidacji podobnej firmy, Loki Software. Współpracę z LGP podjął David Hedbor, założyciel i główny programista studia Eon Games produkującego gry, który przeportował NingPo MahJong i Hyperspace Delivery Boy! na Linuksa
W sierpniu 2009 roku LGP zrezygnowało ze wsparcia dla wszystkich gier PowerPC. W czerwcu 2009 roku rozpoczęło natomiast dystrybucję gier przeznaczonych na Linuksa, wydając we wrześniu pierwszą komercyjną grę dla systemu Linux – Shadowgrounds, która używała Nvidia PhysX.

## Wydane gry[5]
| Tytuł                                        | Gatunek                              | Data wydania      | Producent                          | Studio dokonujące konwersji         | Wydawca               |
| -------------------------------------------- | ------------------------------------ | ----------------- | ---------------------------------- | ----------------------------------- | --------------------- |
| Creatures: Internet Edition                  | Gra symulacyjna                      | 21 grudnia 2001   | Creature Labs                      | Creature Labs                       | Linux Game Publishing |
| MindRover: The Europa Project                | Komputerowa gra strategiczna         | 13 grudnia 2002   | CogniToy                           | Loki Software/Linux Game Publishing | Linux Game Publishing |
| Candy Cruncher                               | ?                                    | 6 lutego 2003     | Pyrogon                            | Ryan C. Gordon                      | Linux Game Publishing |
| Majesty: Gold Edition                        | Strategiczna gra czasu rzeczywistego | 15 kwietnia 2003  | Cyberlore Studios                  | Tribsoft/Linux Game Publishing      | Linux Game Publishing |
| NingPo MahJong                               | ?                                    | 21 stycznia 2004  | Pyrogon                            | Eon Games                           | Linux Game Publishing |
| Hyperspace Delivery Boy!                     | ?                                    | 10 maja 2004      | Monkeystone Games                  | Eon Games                           | Linux Game Publishing |
| Software Tycoon                              | Strategia ekonomiczna                | 10 stycznia, 2005 | destraX Entertainment Software GbR | RuneSoft                            | Linux Game Publishing |
| Postal²: Share The Pain                      | first-person shooter                 | 4 lutego 2005     | Running with Scissors              | Ryan C. Gordon                      | Linux Game Publishing |
| Soul Ride                                    | Komputerowa gra sportowa             | 24 czerwca 2005   | Slingshot                          | Linux Game Publishing               | Linux Game Publishing |
| X2: The Threat                               | Symulator lotów kosmicznych          | 30 maja 2006      | Egosoft                            | Linux Game Publishing               | Linux Game Publishing |
| Gorky 17                                     | ?                                    | 15 czerwca, 2006  | Metropolis Software                | Hyperion Entertainment              | Linux Game Publishing |
| Cold War                                     | Skradanka                            | 4 sierpnia 2006   | Mindware Studios                   | Mindware Studios                    | Linux Game Publishing |
| Knights and Merchants: The Shattered Kingdom | Strategiczna gra czasu rzeczywistego | 13 marca 2007     | Joymania Entertainment             | RuneSoft/Linux Game Publishing      | Linux Game Publishing |
| Ballistics                                   | komputerowe wyścigi                  | 7 czerwca 2007    | Grin                               | Linux Game Publishing               | Linux Game Publishing |
| X3: Reunion                                  | Symulator lotów kosmicznych          | 5 grudnia 2008    | Egosoft                            | Linux Game Publishing               | Linux Game Publishing |
| X3: Reunion – Special Edition                | Symulator lotów kosmicznych          | 5 grudnia 2008    | Egosoft                            | Linux Game Publishing               | Linux Game Publishing |
| Jets’n’Guns                                  | Strzelanka                           | 29 stycznia 2009  | RakeInGrass                        | RakeInGrass/Linux Game Publishing   | Linux Game Publishing |
| Sacred: Gold                                 | ?                                    | 9 kwietnia 2009   | Ascaron Entertainment              | Linux Game Publishing               | Linux Game Publishing |
| Shadowgrounds                                | Strzelanka                           | 16 września 2009  | Frozenbyte                         | IGIOS/Linux Game Publishing         | Linux Game Publishing |
| Shadowgrounds Survivor                       | Strzelanka                           | 18 września 2009  | Frozenbyte                         | IGIOS/Linux Game Publishing         | Linux Game Publishing |
| Bandits: Phoenix Rising                      | komputerowe wyścigi                  | w rozwoju od 2003 | Grin                               | Linux Game Publishing               | Linux Game Publishing |
| Disciples II: Dark Prophecy                  | Strategiczna gra turowa              | w rozwoju od 2002 | Strategy First                     | Linux Game Publishing               | Linux Game Publishing |